# Lesencefalu
Lesencefalu es un pueblo ubicado en el distrito de Tapolca, en el condado de Veszprém, Hungría.

## Superficie
Posee una superficie de 7,180 kilómetros cuadrados.

## Demografía
Hasta 2019 la población era de 306 habitantes, con una densidad de población de 42,62 habitantes por kilómetro cuadrado.